# Rio Teles Pires
Der Rio Teles Pires, auch Rio São Manoel oder Rio São Manuel genannt, kurz auch Teles Pires, ist ein rund 1430 km langer Fluss in Brasilien. 
Der Teles Pires bildet zusammen mit dem linken, nur wenig größeren Quellfluss Rio Juruena den Rio Tapajós und gehört damit zum Einzugsgebiet des Amazonas.
Er durchfließt den Bundesstaat Mato Grosso, wobei sein Unterlauf bis zum Zusammenfluss mit dem Rio Juruena die Grenze zwischen den Bundesstaaten Mato Grosso und Pará bildet.
Der Rio Teles Pires bildet viele Stromschnellen und Wasserfälle (Cachoeira Villeroy, 40 m), was das Flussgebiet früher schwer zugänglich sein ließ. Inzwischen sind mehrere Wasserkraftwerke mit Stauseen gebaut worden, darunter das Kraftwerk Teles Pires.

## Die größten Nebenflüsse
Zu den größten Nebenflüssen gehören (flussabwärts):
- Rio Verde (links)
- Rio Parado (rechts)
- Rio Peixoto de Azevedo (rechts)
- Rio Paranaíta (links)
- Rio Apiacá (links)
- Rio Sâo Benedito (rechts)
- Cururu Açu (rechts)